# العرض لایبقی زمانین
العَرَضُ لایبقی زَمانَین (عَرَض در دو زمان باقی نمی‌ماند) قاعده‌ای است در علوم کلام، منطق و فلسفه اسلامی که متکلمان اشعری و برخی از متکلمان معتزلی مانند نظام و کعبی آن را پذیرفته‌اند. مطابق این قاعده اعراض نمی‌توانند در دو زمان موجود باشند و در هر لحظه تجدید می‌شوند. اکثر قاعده این قاعده را جز درباره‌ی ازمنه و اصوات نپذیرفته‌اند اما ملاصدرا تفسیری خاص از این قاعده را پذیرفته است.

## براهین قاعده
برای این قاعده (لااقل) سه استدلال اقامه شده است:

### استدلال مبتنی بر امتناع  قیام عرض به عرض
مطابق این استدلال اگر عرض در زمانی موجود باشد و تا زمان دیگر باقی بماند، متصف به عرض بقا شده است اما قیام عرض به عرض محال است.

### استدلال مبتنی بر امتناع اجتماع مثلین
مطابق این استدلال آفریدن عرض در زمان دوم ممکن است اما اگر عرض از زمان اول باقی بماند به علت امتناع اجتماع مثلین آفریدن عرض در زمان دوم محال خواهد بود و بنابراین عرض باقی نمی‌ماند.

### استدلال مبتنی بر معدوم نشدن اعراض در صورت بقای آن‌ها
مطابق این استدلال اگر عرض در زمان دوم باقی بماند نمی‌تواند هیچگاه معدوم شود؛ زیرا معدوم شدن آن را یا باید وابسته به ذاتش بدانیم یا وابسته به عارض شدن ضد آن عرض بر معروض. شق اول ممکن نیست زیرا در آن صورت باید عرض از ممکن‌الوجود تبدیل به ممتنع‌الوجود شود و شق دوم ممکن نیست زیرا در صورت عروض ضد آن بر معروض هیچ کدام از دو ضد در معدوم کردن دیگری ترجیح نخواهد داشت.

## پانوشت‌ها
1. 1 2  ابراهیمی دینانی، غلامحسین (۱۳۶۶). قواعد کلی فلسفی در فلسفهٔ اسلامی. ج. اول. تهران: پژوهشگاه علوم انسانی و مطالعات فرهنگی.